# Ounans
Ounans ist eine französische Gemeinde im Département Jura in der Region Bourgogne-Franche-Comté. Sie gehört zum Arrondissement Dole und zum Kanton Mont-sous-Vaudrey. 

## Geographie
Durch Ounans fließt die Loue. Die Nachbargemeinden sind Santans im Norden, Chamblay im Osten, Vadans im Südosten, Molamboz im Süden, La Ferté im Südwesten, Vaudrey im Westen und Montbarrey im Nordwesten.
Bei Mont-sous-Vaudrey befindet sich ein Anschluss an die Route nationale 5 und somit ans Schnellstraßennetz.
Ounans war Standort der Zisterzienserinnenabtei Ounans.

## Weblinks

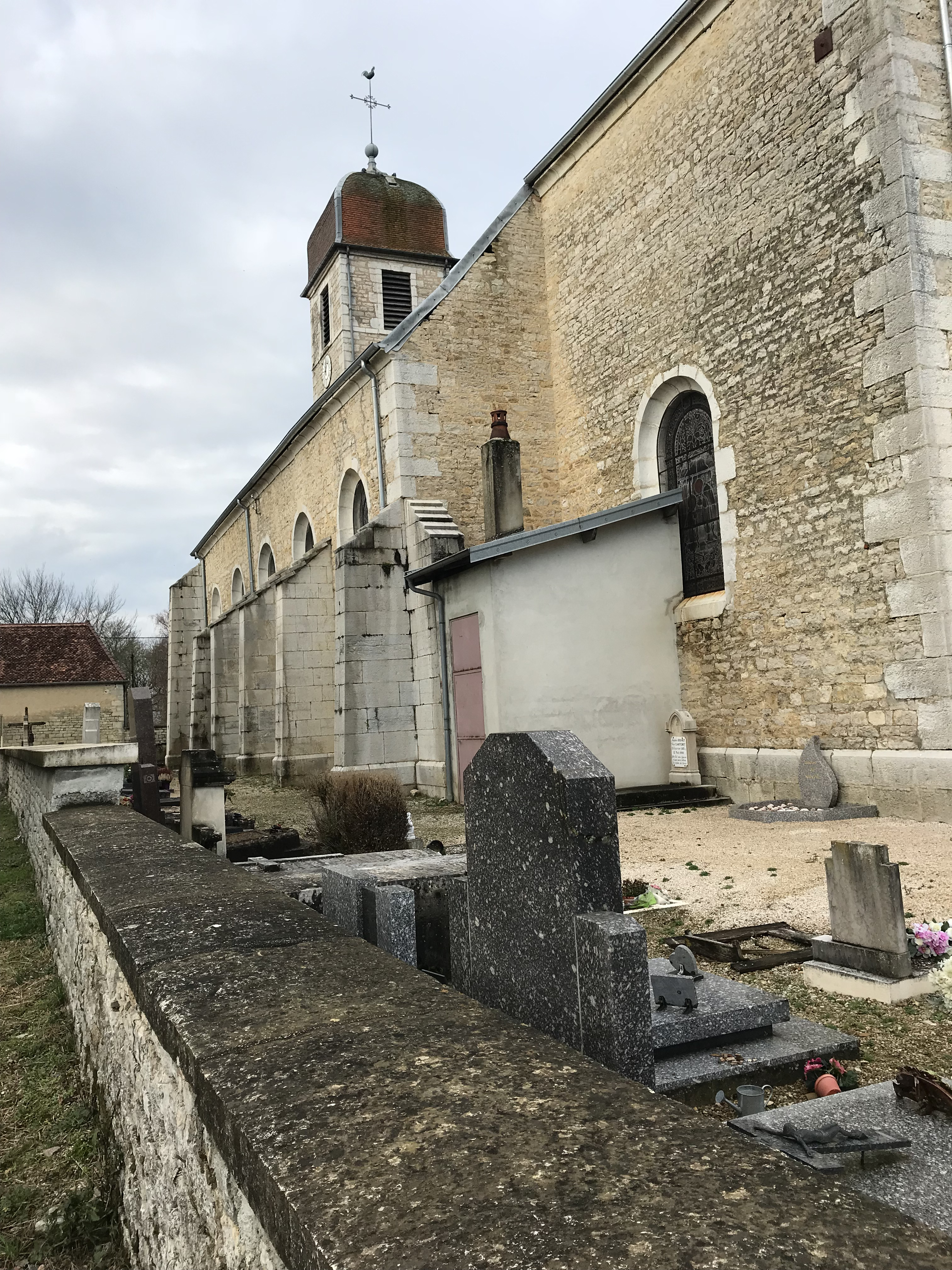
Kirche Saint-Maurice

## Bevölkerungsentwicklung
| Jahr                       | 1962 | 1968 | 1975 | 1982 | 1990 | 1999 | 2008 | 2017 |
| Einwohner                  | 389  | 328  | 314  | 321  | 323  | 282  | 357  | 369  |
| Quellen: Cassini und INSEE |      |      |      |      |      |      |      |      |